# Ġ
O Ġ (minúscula: ġ) é uma letra (G latino, adicionado de um ponto) utilizada no maltês.

## Utilização

### Árabe
O Ġ é usado nalgumas transliterações do árabe, como no DIN 31635 e ISO 233, para representar a letra غ (ġayn).

### Checheno
O Ġ no alfabeto latino do checheno Latin-based é uma versão do Cirílico гI.

### Irlandês
O Ġ foi usado no irlandês, para representar uma forma do G. O dígrafo "gh" é agora usado.

### Maltês
O Ġ é a sétima letra do Alfabeto Maltês, precedida por um F e seguida por um G. Representa o (AFI: /dʒ/).

### Ucraniano
O Ġ é usado nalgumas transliterações ucranianas, ISO 9:1995, para a letra Ґ.